# Graff (cràter)

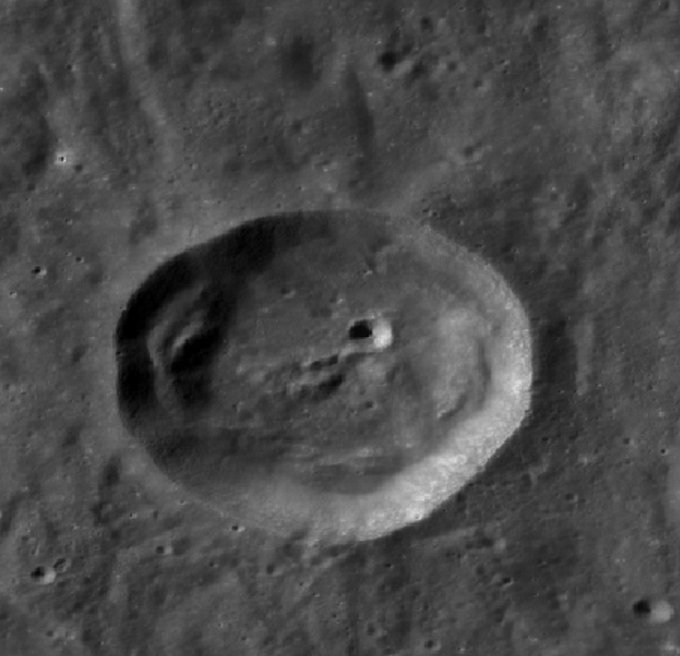
Cràter Graff (imatge LRO)

Graff és un petit cràter d'impacte que es troba als llimbs sud-oest de la Lluna, a l'oest de la depressió del Vallis Bouvard, a la part sud del mantell d'ejecció que envolta la conca d'impacte del Mare Orientale. Al sud-sud-oest apareix el cràter Catalán, de menor grandària.
La vora exterior d'aquest cràter és més o menys circular, amb una lleugera protuberància cap a fora en el seu costat sud. Les parets interiors no mostren un desgast significatiu, encara que presenta un anell de materials acumulats que envolta la plataforma interior. La part inferior és una cosa irregular, amb un petit cràter prop del punt mitjà i un altre al nord-est.
A causa de la seva ubicació, el cràter s'observa obliquament des de la Terra, i la seva visibilitat pot veure's afectada per la libració.
Aquest cràter es troba dins la conca Mendel-Rydberg, una àmplia depressió produïda per un impacte del Període Nectarià.

## Cràters satèl·lit
Per convenció, aquests elements són identificats als mapes lunars posant la lletra al costat del punt mitjà del cràter que està més prop de Graff.
|       | \| Graff \| Coordenades \| Diàmetre \| \| ----- \| ------------------------------------ \| -------- \| \| A \| 41° 12′ S, 86° 06′ O / 41.2°S,86.1°O \| 21 km \| \| O \| 42° 06′ S, 90° 42′ O / 42.1°S,90.7°O \| 20 km \| |          |
| Graff | Coordenades | Diàmetre |
| A     | 41° 12′ S, 86° 06′ O / 41.2°S,86.1°O | 21 km    |
| O     | 42° 06′ S, 90° 42′ O / 42.1°S,90.7°O | 20 km    |